# Bersaglio altezza uomo
Bersaglio altezza uomo è un film del 1979 diretto da Guido Zurli.

## Trama
L'ispettore Keaton dell'Interpol, in missione a Istanbul, riesce con alcune mosse giuste a sconvolgere gli affari di un insospettabile boss della droga e dei suoi complici. Per liberarsi di lui questi costringono, dapprima uccidendogli la madre, e poi, sequestrando e violentando sua moglie, il campione di tiro al piattello Gengis a sparare all'ispettore.

D'accordo con Keaton, Gengis finge di fare quello che i malviventi vogliono da lui. In questo modo il campione collabora alla definitiva sconfitta della banda che, nel corso di un'imboscata, viene arrestata.

## Curiosità
- Al film ha partecipato come attore anche il produttore del film Giuseppe Colombo per ricoprire il ruolo rimasto scoperto del cattivo, con il nome d'arte di Joe Pidgeon.